# Сполучені Штати Індонезії
Сполучені Штати Індонезії (індонез. Republik Indonesia Serikat, RIS) — держава, якій Нідерланди формально передали суверенітет над Голландською Ост-Індією 27 грудня 1949 року після мирних перемовин у Гаазі.

## Історія

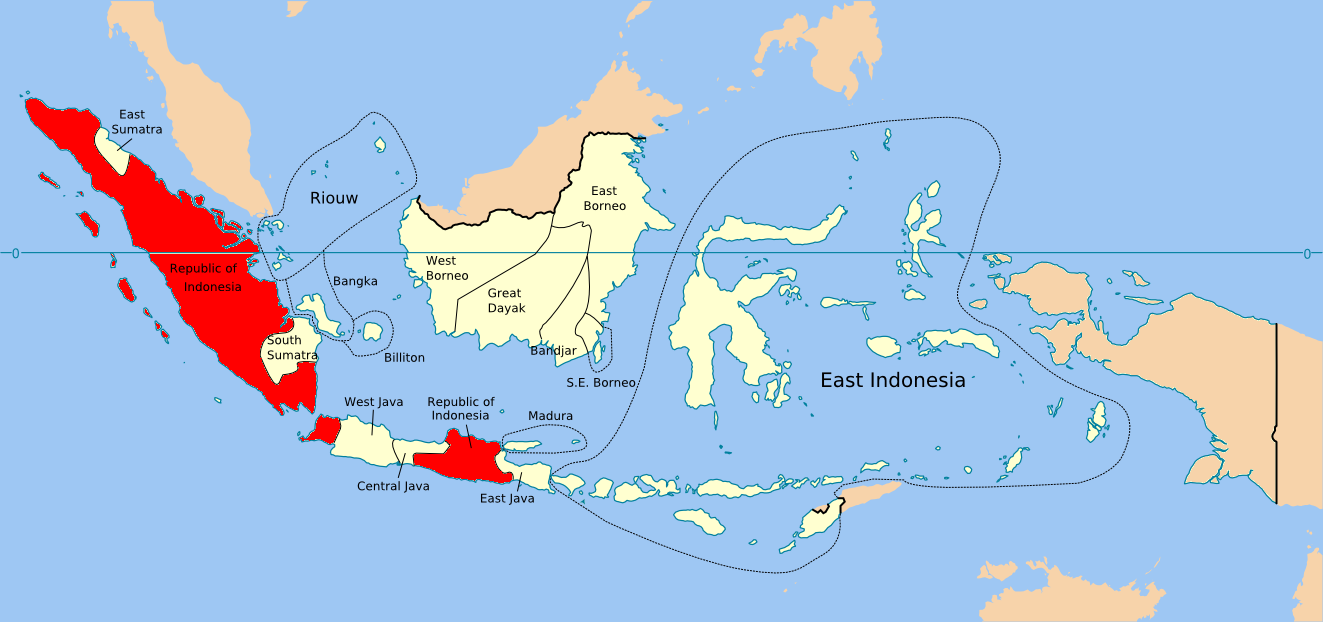
Державні утворення, що входили до складу Сполучених Штатів Індонезії

Відповідно до конституції, що набрала чинності 27 грудня 1949 року, Сполучені Штати Індонезії були федерацією, що складалась з 16 державних утворень:
- Республіка Індонезія (острови Ява і Суматра) з населенням близько 31 мільйона осіб
- 15 створених нідерландцями штатів з населенням від 100 тисяч до 11 мільйонів осіб:
  - Область Банджар
  - Банка
  - Біллітон
  - Центральна Ява (індонез. Jawa Tengah)
  - Східна Індонезія
  - Східний Калімантан
  - Східна Ява
  - Східна Суматра
  - Великий Даяк
  - Мадура
  - Острови Ріау
  - Федерація Південно-Східного Калімантану
  - Південна Суматра
  - Західний Калімантан
  - Пасундан

Держава мала двопалатний парламент, що складався з Ради народних представників (50 депутатів від Республіки Індонезія та 100 — від решти штатів, пропорційно до чисельності населення) й Сенату (32 сенатори — по 2 від кожного державного утворення). Сполучені Штати Індонезії зберегли тісні зв'язки з метрополією — разом з Нідерландами вони входили до Нідерландсько-Індонезійського Союзу.
17 серпня 1950 року, у п'яту річницю проголошення незалежності Індонезії, Сполучені Штати Індонезії було офіційно ліквідовано і створено унітарну державу Індонезія.